# Унгены
Унгены (также Унгень; рум. Ungheni) — город и муниципий в Молдавии, центр Унгенского района.

## География
Расположен на реке Прут в 107 км от Кишинёва, 85 км от Бельц и в 45 км от Ясс. В Унгенах находится таможня на границе с Румынией. Железнодорожная станция Унген является пограничной между железными дорогами Молдовы и Румынии.
Город расположен в западной и центральной части Республики Молдова, на левом берегу реки Прут и в непосредственной близости от границы с Румынией. Общая площадь города Унгены составляет 16,4 км², эта относительно небольшая площадь обусловлена тем, что в городе нет сельскохозяйственных угодий.
Высота над уровнем моря — 62 м.

### Флора и фауна
Недалеко от города Унгены, на площади 373 га находится охраняемая территория «Valea Mare» с ценной растительностью с луга Прут. Эта территория была объявлена памятником природы Бессарабии в межвоенный период Постановлением Совета Министров Румынии от 19 июля 1937 года.

## История
Первое упоминание села Унгены встречается в указе Стефана III Великого, датированном 20 августа 1462 года.
Унгены становятся городом и районным центром в 1940 году.
После 1945 года в городе начинается значительный прирост населения, развивается лёгкая, пищевая (мясная, консервная, винодельческая) промышленность, производство художественной керамики, ковров и др.; строится биохимический завод.
29 июня 1972 года город Унгены отнесён к категории городов республиканского подчинения Молдавской ССР.
В 1991 году статус был утрачен.
В 1991 году население Унген составляло 43 тыс. жителей.
В 1999—2002 гг. Унгены являлись административным центром одноимённого уезда и имели статус муниципия.
В 2014 году одобрено предложение о возвращении Унгенам статуса муниципия.

## История названия города
История Унген неразрывно связана с историей земли, на которой он находится. Географическое расположение города и всей Бессарабии предопределило непростое развитие поселений, находящихся на перекрёстке интересов различных империй. Нашествие одной сменялось нашествием другой. Всё это резко изменяло темп и направление в развитии страны в целом и города в частности, хотя в иные моменты и служило сильнейшим толчком экономического и культурного развития.
Никто и никогда не сможет точно определить, откуда произошло название этого населённого пункта, история которого насчитывает более 600 лет.
Наиболее популярны[где?] 2 варианта:
1. Первый[источник?] гласит: Название Унгюл (Угол), это оригинальное название города, связано с географическим расположением. В этом месте река Прут, образует угол в своём русле. Откуда предположительно и произошло название.
2. Второй[источник?] вариант — это целая легенда. У боярина Василия Лупу, проживающего в селе Унцешты, турки украли дочь. В результате погони, устроенной отцом девушки, турок настигли у переправы через реку Прут и вызволили девушку из недолгого плена. В благодарность и в честь этого боярин решил в том месте построить трактир. При строительстве, когда рыли землю под фундамент, находили в большом количестве копыта овец, которые тогда ещё называли унгие (рум. unghie). А трактир стал называться «Ханул узгиилор», — от которого, по легенде, и пришло название этому населённому пункту. В дальнейшем, в результате трансформации с 1587 по 1643 годы[источник?], Унгюл трансформируется в Унгень.

## Культура и образование
В настоящее время[когда?] в городе работают:
- 5 лицеев,
- 2 начальные школы,
- 5 детских садов,
- колледжи:
  - медицинский,
  - пограничный и
  - аграрный,
- 2 спортивные школы,
- музыкальная школа,
- художественная школа.

В городе функционируют 3 поликлиники, больница на 480 мест.
Также работает Дворец культуры, Музей истории и этнографии, 5 библиотек, дом культуры.

## Русская православная церковь
- Церковь Александра Невского, возведённая в память о русско-турецкой войне 1877—1878 гг.
- Церковь св. Николая.

## Достопримечательности
- Железнодорожный мост через Прут, реконструированный в 1876 году французским инженером Густавом Эйфелем.
- Мемориал павшим в Великой Отечественной войне за освобождение Унген от нацистской оккупации.
- Обелиск в честь воинов 252-й дивизии, участвовавших в освобождении Унген в 1944 году.
- Мозаика из цветного стекла на лицее имени А. С. Пушкина.

## Хронология важнейших событий
- 20 августа 1462 г. — Впервые упоминается оригинальное название населённого пункта Унгюл (Unghiul) в грамоте подписанной господарём Стефаном Великим. Из грамоты мы узнаём, что Унгюл находится между двумя реками Прут и Жижия. Так же из этого документа следует, что село существует более 100 лет.
- 13 марта 1587 г. — Последнее упоминание села под старинным названием Унгюл в грамоте Петру Шкьопул. Документ указывает на расширение села и начало заселения левого берега реки Прут. В течение столетия название села претерпевает изменение и становится Унгены.
- 1643 г. — Впервые упоминается современное название — Унгень, в книге господаря Василия Лупу.
- 1801 г. — Упоминание от Елены Каража при судебном разбирательстве. В документе мы читаем: «… Мои владения, а именно Унгень … начинаются на этой стороне Прута (правый берег) и простираются через воду Прута, по речке Делия до владения Ойшань». Эта грамота подтверждает процесс расселения людей по правому и левому берегу.
- 1812 г. — В результате территориального разделения к России отходит земля между Прутом и Днестром — Бессарабия. Унгены разделены на 2 части. На этот факт есть указания в документах 1817 и 1848 гг.
- 1870 г. — Происходит территориально-административная реформа, в результате деревушка становится волостным центром и получает в своё подчинение 16 близлежащих сёл.
- 1875 г. — Окончание строительства железной дороги Кишинёв-Унгены. Открывается таможенный пункт, который за короткое время становится одним из самых важных на участке юго-восточной границы. С этого периода начинается усиленное развитие села, открываются многочисленные кустарные мастерские. Всё это становится основой превращения села в город. В 1875 г. в Унгенах проживало 227 жителей.
- 1877 г. — В Унгенах располагается военный гарнизон. Военные начинают играть заметную роль в жизни гражданских лиц.
- 1897 г. — После того как по реке Прут было открыто судоходство, в Унгенах оканчивают строительство речного порта. Наличие железнодорожного и речного сообщений дало толчок к оживлению коммерческих связей и увеличению численности населения.
- 1897 г. в Унгенах проживало 1827 жителей, из которых: коренные жители — 520, украинцы — 75, русские — 58, цыгане — 17, поляки — 17, армяне — 4, евреи — 1136.
- 1904 г. — Число жителей достигает 2828 человек.
- 1913 г. — Строительство железной дороги Унгены-Бельцы, на которой работало 6900 рабочих.
- Декабрь 1917 г. — в городе установилась власть МДР.
- Январь 1918 г. — Произошла вооружённая смена власти, в результате которой Бессарабия была присоединена к Румынии.
- 1932 г. — В Унгенах работало три народных банка, два завода (кирпичный и деревообрабатывающий), несколько мельниц, мануфактур, большое количество пекарен. Всё это указывает на то, что Унгены по существу давно был городом, в котором начинает скапливаться капитал. Количество жителей достигло 4250 человек.
- Июнь 1940 г. — В Унгенах установилась Советская власть. К Унгенам присоединили 8 соседних сёл: Дэнуцень, Делешть, Чурешть, Берешть, Мынзэтештий Векь, Бэлтень, Гэрдешть и примыкающие к ним земли общей площадью 600 га. В августе Унгены обретает статус города и районного центра.
- 22 июня 1941-август 1944 гг. — Период оккупации города немецко-фашистскими захватчиками. В эти года в городе активно действовала молодёжная группа подпольщиков во главе с В. Н. Гавришем. В боях за освобождение Унген погибло более 3 тысяч советских воинов. В память о героях-освободителях в городе на братских могилах установлены обелиски.
- 1963—1964 гг. — Город теряет статус районного центра и входит в состав Фэлешского района.
- 29 июля 1972 г. — Городу вновь присвоен статус районного центра. Унгены становятся городом республиканского подчинения. К этому году созданы современные заводы: биохимический, железобетонных изделий, консервный, винзавод, хлебзавод, молочных продуктов. Одним из крупнейших предприятий города и СССР стал ковровый комбинат. В конце 50-х годов был открыт первый в республике завод художественной керамики.
- 1990 г. — Валовое производство в местной экономике увеличилось по сравнению с 1972 г. в 14 раз. Около 90 % промышленного и интеллектуального потенциала района сконцентрировано в Унгенах.
- 1991 г. — Распад СССР. Образование Республики Молдова и провозглашение её независимости. Жестокий экономический кризис. Большинство предприятий останавливают свою деятельность. Начинается развитие частного бизнеса.
- 1994 г. — Унгены теряет статус города республиканского подчинения
- 1998 г. — В результате территориально-административной реформы Унгены получают статус муниципия и становятся уездным центром. В образованный уезд Унгены входят Унгенский, Каларашский и Ниспоренский районы.
- 2002 г. — Унгены вновь становятся районным центром и теряют статус муниципия.
- 2014 г. — Парламентом Республики Молдова в первом чтении одобрено предложение о возвращении городу Унгены статуса муниципия.

## Уроженцы
И. А. Л. Даймонд (урожденный Ицек Домнич, рум. Iţec Domnici; 27 июня 1920, Унгены, Бессарабия — 21 апреля 1988, Беверли-Хиллз, Лос-Анджелес, Калифорния) — американский киносценарист, работавший с режиссёром Билли Уайлдером, автор сценария фильма «В джазе только девушки» (1959).
Вячеслав Бодолика (род. 1977) — российский певец, автор песен.
Коэн, Шмуэль (1870-1940)  —  композитор, автор музыки  гимна  Израиля "Атиква".

## Города-побратимы
- Ауце, Латвия
- Васильков, Украина
- Дмитровск, Россия
- Кашкайш, Португалия
- Конин, Польша
- Манкейто, США
- Регин, Румыния
- Уинстон-Сэйлем, США
- Клуж-Напока, Румыния
- Горишние Плавни, Украина

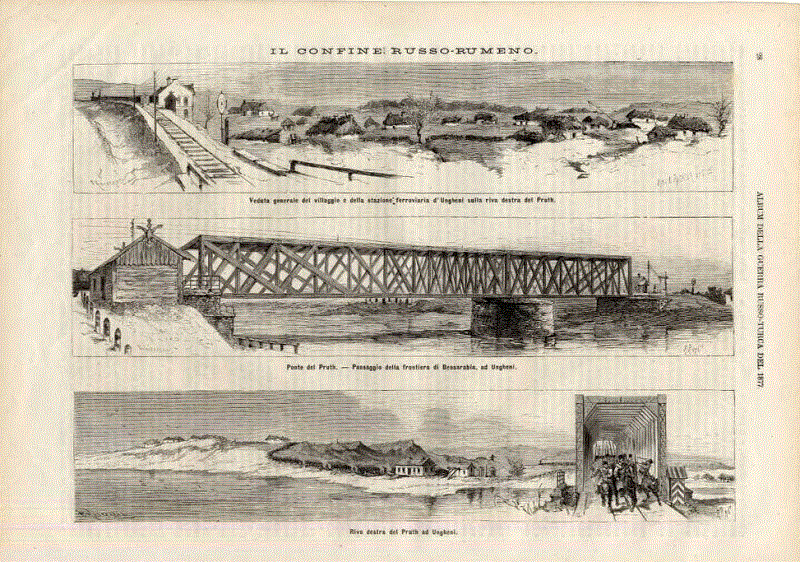
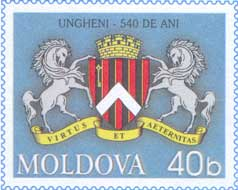
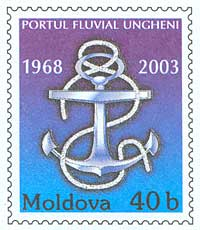
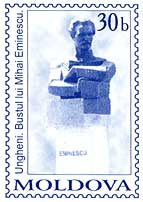